# Quello che le donne non dicono (programma televisivo)
Quello che le donne non dicono è stato un programma televisivo andato in onda su Italia 1 nel 2008 e condotto da Enrico Ruggeri. Il titolo della trasmissione è ispirato all'omonimo brano scritto dallo stesso Ruggeri e cantato da Fiorella Mannoia che raggiunse l'ottavo posto nel Festival di Sanremo 1987. 

## Il programma
La trasmissione è andata in onda per otto mercoledì: in queste puntate Ruggeri incontrava delle donne famose, e nel corso della puntata cercava di farsi raccontare un po' di loro e della loro vita. Nella prima puntata è ospite Loredana Bertè che racconta di sé e della sua vita travagliata, dalle nozze con il tennista Björn Borg fino alla morte di Mia Martini, sua sorella. Le altre puntate vi sono state ospiti Rita Rusić, Maurizia Paradiso, Federica Pellegrini, Alessandra Mussolini e Patty Pravo e molte altre. Il programma veniva girato all'interno di un grande cubo trasparente posto nella Galleria Vittorio Emanuele II a Milano: davanti a loro dei monitor con delle scelte da fare e in una zona nascosta c'era una persona molto cara alle donne presenti.